# Roine Stolt
Roine Stolt (Upsala, 5 de septiembre de 1956) es un veterano guitarrista de origen sueco, quien comenzó su carrera en los años 1960 como bajista de una banda local. Luego en 1974 se convierte en el guitarrista de una banda de Rock progresivo profesional llamada Kaipa, la cual abandona en 1979 para formar su propia banda llamada Fantasia, con la cual graba dos álbumes, luego se separan en 1983 y empieza su carrera como solista, musico de sesión, arreglista y productor. Trabajó a lo largo de la década con numerosos proyectos, tanto en estudio como en directo, con un rango de estilos muy variado.
A finales de los años 80 fundó su propio sello discográfico, Foxtrot Music, y publicó su primer disco como solista, "The Lonely Hearbeat", mezclando pop y rock.
Dentro de la corriente de recuperación del rock progresivo que se desarrollaba a principios de los años 90, Stolt reclutó compañeros para funda la agrupación de rock progresivo The Flower Kings; publicando su primer disco, llamado The Flower King, en agosto de 1994. A la vista de la acogida de este lanzamiento, reforzó el grupo con nuevos músicos, convirtiéndose el grupo de hecho en su principal plataforma creativa a partir de ese momento.
En 1998 lanza su segundo album en solitario, "Hydrophonia", con evidentes influencias de sus ídolos del progresivo como Steve Howe (YES) y Frank Zappa. 
Con la llegada del nuevo siglo, Stolt tuvo la oportunidad de trabajar en dos emotivos proyectos musicales: por un lado, la reformación de su antgua banda Kaipa (sacando tres álbumes entre 2002 y 2005); por otro, su incorporación al supergrupo Transatlantic, junto a Neal Morse de Spock's Beard y Mike Portnoy de Dream Theater, 
En 2013 The Flower Kings hicieron una gira conjunta con Neil Morse (que lo hacía, a su vez, en colaboración con Mike Portnoy), incluyendo en ccada concierto una parte final en la que se recuperaban varias canciones de Transatlantic, aprovechando la circunstancia de que 3 de los 4 miembros originales estaban presentes. 
En 2015, Stolt se unió a la banda de gira de Steve Hackett como bajusta y guitarrista, para el Acolyte to Wolflight with Genesis Revisited Tour. 
En 2016 Stolt lanzó un disco en colaboración con Jon Anderson, llamado Invention of Knowledge.
- Datos: Q712236
- Multimedia: Roine Stolt / Q712236